# Kauai County
Kauai County är ett administrativt område i delstaten Hawaii, USA. Honolulu är ett av fem countyn i staten och ligger i den norra delen av Hawaii och består av öarna Kauai, Niihau, Lehua och Kaʻula. År 2010 hade Kauai County 67 091 invånare. Den administrativa huvudorten (county seat) är Lihue. 

## Geografi
Enligt United States Census Bureau så har countyt en total area på 3 280 km². 1 612 km² av den arean är land och 1 668 km² är vatten. 